# Campeonato Mundial de Atletismo de 1991
El III Campeonato Mundial de Atletismo se celebró en Tokio (Japón) entre el 23 de agosto y el 1 de septiembre de 1991 bajo la organización de la Asociación Internacional de Federaciones de Atletismo y la Asociación Japonesa de Federaciones de Atletismo.
Las competiciones se llevaron a cabo en el Estadio Olímpico de Tokio. Se contó con la presencia de 1517 atletas.

## Resultados

### Masculino
| Evento                    | Oro                                                                              | Plata                                                                                | Bronce                                                                          |
| ------------------------- | -------------------------------------------------------------------------------- | ------------------------------------------------------------------------------------ | ------------------------------------------------------------------------------- |
| 100 m (25.08)             | Carl Lewis Estados Unidos 9,86 s (RM)                                            | Leroy Burrell Estados Unidos 9,88 s                                                  | Dennis Mitchell Estados Unidos 9,91 s                                           |
| 200 m (27.08)             | Michael Johnson Estados Unidos 20,01                                             | Frank Fredericks Namibia 20,34                                                       | Atlee Mahorn · Canadá · 20,49                                                   |
| 400 m (29.08)             | Antonio Pettigrew Estados Unidos 44,57                                           | Roger Black Reino Unido 44,62                                                        | Danny Everett Estados Unidos 44,63                                              |
| 800 m (27.08)             | Billy Konchellah Kenia 1:43,99                                                   | José Luiz Barbosa · Brasil · 1:44,24                                                 | Mark Everett Estados Unidos 1:44,67                                             |
| 1500 m (01.09)            | Noureddine Morceli Argelia 3:32,84                                               | Wilfred Kirochi Kenia 3:34,84                                                        | Hauke Fuhlbrügge · Alemania · 3:35,28                                           |
| 5.000 m (01.09)           | Yobes Ondieki Kenia 13:14,45                                                     | Fita Bayissa Etiopía 13:16,64                                                        | Brahim Boutayeb Marruecos 13:22,70                                              |
| 10 000 m (26.08)          | Moses Tanui Kenia 27:38,74                                                       | Richard Chelimo Kenia 27:39,41                                                       | Khalid Skah Marruecos 27:41,74                                                  |
| 110 m vallas (29.08)      | Greg Foster Estados Unidos 13,06                                                 | Jack Pierce Estados Unidos 13,06                                                     | Tony Jarrett Reino Unido 13,25                                                  |
| 400 m vallas (27.08)      | Samuel Matete Zambia 47,64                                                       | Winthrop Graham Jamaica 47,74                                                        | Kriss Akabusi Reino Unido 47,86                                                 |
| 3000 m obstáculos (31.08) | Moses Kiptanui Kenia 8:12,59                                                     | Patrick Sang Kenia 8:13,44                                                           | Azzedine Brahmi Argelia 8:15,54                                                 |
| 20 km marcha (24.08)      | Maurizio Damilano · Italia · 1:19:37                                             | Mijail Shchennikov URSS 1:19:46                                                      | Yevgueni Misiulia URSS 1:20:22                                                  |
| 50 km marcha (31.08)      | Aleksandr Potashov URSS 3:53:09                                                  | Andréi Perlov URSS 3:53:09                                                           | Hartwig Gauder · Alemania · 3:55:14                                             |
| Maratón (01.09)           | Hiromi Taniguchi Japón 2:14:57                                                   | Ahmed Salah Yibuti 2:15:26                                                           | Steve Spence Estados Unidos 2:15:36                                             |
| Salto de altura (01.09)   | Charles Austin Estados Unidos 2,38 m                                             | Javier Sotomayor · Cuba · 2,36 m                                                     | Hollis Conway Estados Unidos 2,36 m                                             |
| Salto con pértiga (29.08) | Sergéi Bubka URSS 5,95                                                           | István Bagyula · Hungría · 5,90                                                      | Maxim Tarasov URSS 5,85                                                         |
| Salto de longitud (30.08) | Mike Powell Estados Unidos 8,95 (RM)                                             | Carl Lewis Estados Unidos 8,91                                                       | Larry Myricks Estados Unidos 8,42                                               |
| Salto triple (26.08)      | Kenny Harrison Estados Unidos 17,78                                              | Leonid Voloshin URSS 17,75                                                           | Mike Conley Estados Unidos 17,62                                                |
| Peso (31.08)              | Werner Günthör · Suiza · 21,67                                                   | Lars Arvid Nilsen · Noruega · 20,75                                                  | Alexandr Klimenko URSS 20,34                                                    |
| Disco (27.08)             | Lars Riedel · Alemania · 66,20                                                   | Erik de Bruin · Países Bajos · 65,82                                                 | Attila Horváth · Hungría · 65,32                                                |
| Martillo (25.08)          | Yuri Sedij URSS 81,70                                                            | Igor Astapkovich URSS 80,94                                                          | Heinz Weis · Alemania · 80,44                                                   |
| Jabalina (26.08)          | Kimmo Kinnunen · Finlandia · 90,82                                               | Seppo Räty · Finlandia · 88,12                                                       | Vladimir Sasimovich URSS 87,08                                                  |
| 4 × 100 m (01.09)         | Estados Unidos Andre Cason Leroy Burrell Dennis Mitchell Carl Lewis 37,50 s (RM) | Francia Max Moriniére Daniel Sangouma Jean Charles Trouabal Bruno Marie-Rose 37,87 s | Reino Unido Tony Jarrett John Regis Darren Braithwaite Linford Christie 38,09 s |
| 4 × 400 m (01.09)         | Reino Unido Roger Black Derek Redmond John Regis Kriss Akabusi 2:57,53           | Estados Unidos Andrew Valmon Quincy Watts Danny Everett Antonio Pettigrew 2:57,57    | Jamaica Patrick O'Connor Devon Morris Winthrop Graham Seymour Fagan 3:00,10     |
| Decatlón (30.08)          | Dan O'Brien Estados Unidos 8.812 pts.                                            | Mike Smith · Canadá · 8.549 pts.                                                     | Christian Schenk · Alemania · 8.394 pts.                                        |

- RM – Récord mundial

### Femenino
| Evento                    | Oro                                                                              | Plata                                                                                    | Bronce                                                                               |
| ------------------------- | -------------------------------------------------------------------------------- | ---------------------------------------------------------------------------------------- | ------------------------------------------------------------------------------------ |
| 100 m (27.08)             | Katrin Krabbe · Alemania · 10,99 s                                               | Gwen Torrence Estados Unidos 11,03 s                                                     | Merlene Ottey Jamaica 11,06 s                                                        |
| 200 m (30.08)             | Katrin Krabbe · Alemania · 22,09                                                 | Gwen Torrence Estados Unidos 22,16                                                       | Merlene Ottey Jamaica 22,21                                                          |
| 400 m (27.08)             | Marie-José Pérec Francia 49,13                                                   | Grit Breuer · Alemania · 49,42                                                           | Sandra Myers · España · 49,78                                                        |
| 800 m (26.08)             | Lilia Nurutdinova URSS 1:57,50                                                   | Ana Fidelia Quirós · Cuba · 1:57,55                                                      | Ella Kovacs · Rumania · 1:57,58                                                      |
| 1500 m (31.08)            | Hassiba Boulmerka Argelia 4:02,21                                                | Tatiana Samolenko URSS 4:02,58                                                           | Liudmila Rogachova URSS 4:02,72                                                      |
| 3000 m (26.08)            | Tatiana Samolenko URSS 8:35,82                                                   | Elena Romanova URSS 8:36,06                                                              | Susan Sirma Kenia 8:39,41                                                            |
| 10 000 m (30.08)          | Liz McColgan Reino Unido 31:14,31                                                | Huandi Zhong China 31:35,08                                                              | Xiuting Wang China 31:35,99                                                          |
| 100 m vallas (30.08)      | Ludmila Engqvist URSS 12,59                                                      | Gail Devers Estados Unidos 12,63                                                         | Natalia Grigorieva URSS 12,69                                                        |
| 400 m vallas (29.08)      | Tatiana Ledovskaya URSS 53,11                                                    | Sally Gunnell Reino Unido 53,16                                                          | Janeene Vickers Estados Unidos 53,47                                                 |
| 10 km marcha (24.08)      | Alina Ivanova URSS 42:57                                                         | Madelein Sevensson · Suecia · 43:13                                                      | Sari Essayah · Finlandia · 43:13                                                     |
| Maratón (25.08)           | Wanda Panfil · Polonia · 2:29:53                                                 | Sachiko Yamashita Japón 2:29:57                                                          | Katrin Dörre-Heinig · Alemania · 2:30:10                                             |
| Salto de altura (31.08)   | Heike Henkel · Alemania · 2,05 m                                                 | Elena Yelesina URSS 1,98 m                                                               | Inga Babakova URSS 1,96 m                                                            |
| Salto de longitud (25.08) | Jackie Joyner-Kersee Estados Unidos 7,32                                         | Heike Drechsler · Alemania · 7,29                                                        | Larisa Berezhnaya URSS 7,11                                                          |
| Peso (24.08)              | Zhihong Huang China 20,83                                                        | Natalia Lisovskaya URSS 20,29                                                            | Svetlana Kriveliova URSS 20,16                                                       |
| Disco (31.08)             | Tsvetanka Jristova Bulgaria 71,02                                                | Ilke Wyludda · Alemania · 69,12                                                          | Larisa Mijalchenko URSS 68,26                                                        |
| Jabalina (01.09)          | Demei Xu China 68,78                                                             | Petra Meier · Alemania · 68,68                                                           | Silke Renk · Alemania · 66,80                                                        |
| 4 × 100 m (01.09)         | Jamaica Dahlia Duhaney Juliet Cuthbert Beverly McDonald Merlene Ottey 41,94 s    | URSS Natalia Kovtun Galina Malchugina Elena Vinogradova Irina Privalova 42,20 s          | Alemania · Grit Breuer · Katrin Krabbe · Sabine Richter · Heike Drechsler · 42,33 s  |
| 4 × 400 m (01.09)         | URSS Tatiana Ledovskaya Liudmila Dzhigalova Olga Nazarova Olga Vladikina 3:18,43 | Estados Unidos Rochelle Stevens Diane Dixon Jearl Miles-Clark Lillie Leatherwood 3:20,15 | Alemania · Uta Rohländer · Katrin Krabbe · Christine Wachtel · Grit Breuer · 3:21,25 |
| Heptatlón (27.08)         | Sabine Braun · Alemania · 6.672 pts.                                             | Liliana Năstase · Rumania · 6.493 pts.                                                   | Irina Belova URSS 6.448 pts.                                                         |

## Medallero
| Núm. | País           | Oro | Plata | Bronce | Total |
| ---- | -------------- | --- | ----- | ------ | ----- |
| 1    | Estados Unidos | 10  | 8     | 8      | 26    |
| 2    | URSS           | 9   | 9     | 11     | 29    |
| 3    | Alemania       | 5   | 4     | 8      | 17    |
| 4    | Kenia          | 4   | 3     | 1      | 8     |
| 5    | Reino Unido    | 2   | 2     | 3      | 7     |
| 6    | China          | 2   | 1     | 1      | 4     |
| 7    | Argelia        | 2   | 0     | 1      | 3     |
| 8    | Jamaica        | 1   | 1     | 3      | 5     |
| 9    | Finlandia      | 1   | 1     | 1      | 3     |
| 10   | Francia        | 1   | 1     | 0      | 2     |
| 10   | Japón          | 1   | 1     | 0      | 2     |
| 12   | Bulgaria       | 1   | 0     | 0      | 1     |
| 12   | Italia         | 1   | 0     | 0      | 1     |
| 12   | Polonia        | 1   | 0     | 0      | 1     |
| 12   | Suiza          | 1   | 0     | 0      | 1     |
| 12   | Zambia         | 1   | 0     | 0      | 1     |
| 17   | Cuba           | 0   | 2     | 0      | 2     |
| 18   | Canadá         | 0   | 1     | 1      | 2     |
| 18   | Hungría        | 0   | 1     | 1      | 2     |
| 18   | Rumania        | 0   | 1     | 1      | 2     |
| 21   | Brasil         | 0   | 1     | 0      | 1     |
| 21   | Etiopía        | 0   | 1     | 0      | 1     |
| 21   | Namibia        | 0   | 1     | 0      | 1     |
| 21   | Noruega        | 0   | 1     | 0      | 1     |
| 21   | Países Bajos   | 0   | 1     | 0      | 1     |
| 21   | Suecia         | 0   | 1     | 0      | 1     |
| 21   | Yibuti         | 0   | 1     | 0      | 1     |
| 28   | Marruecos      | 0   | 0     | 2      | 2     |
| 29   | España         | 0   | 0     | 1      | 1     |
|      | TOTAL          | 43  | 43    | 43     | 129   |